# Irvingtonien
L'Irvingtonien est un étage stratigraphique d'Amérique du Nord selon la chronologie des North American Land Mammal Ages (NALMA). Il s'étend de 1 800 000 à 300 000 ans avant aujourd'hui, succédant au Blancien et précédant le Rancholabréen.